# Moura (Queensland)
Moura ist eine kleine Stadt mit etwa 1.800 Einwohnern im australischen Bundesstaat Queensland. Moura befindet sich 171 Kilometer südlich von Rockhampton und 589 Kilometer nördlich von Brisbane am Dawson Highway. Die Stadt liegt im Verwaltungsgebiet (LGA) Banana Shire.
Im Jahr 1854 hat hier Charles Marshall seinen privaten Grund Moura genannt, nach der portugiesischen Stadt Moura, in der er während seiner Zeit bei der britischen Armee gedient hatte. Edward Homer hat dann 1880 auf diesem Stück Land einen Bauernhof errichtet, genannt Moura Homestead. Später 1936 wurde in der Nähe dieses Hofes dann schließlich die Stadt gegründet.
Neben Rinderzucht, Baumwoll- und Getreideanbau, lebt die Stadt heute hauptsächlich von der nahegelegenen Kohlemine. Der Name der Mine ändert sich mit jedem neuen Besitzer, momentan (Stand 2011) heißt die Mine Dawson Mine und wird von der Firma Anglo Coal betrieben.

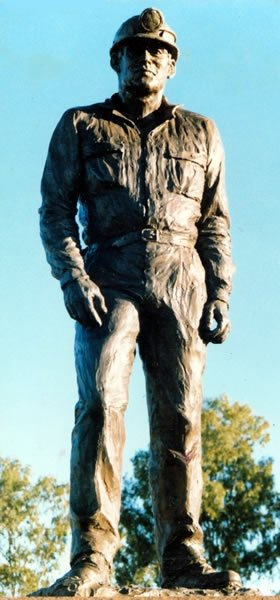
Skulptur von Diana Webber, diese Bronzestatue wurde 1988 zum Gedenken an die Minenunglücke errichtet.

Im Laufe der Zeit kam es dabei unter Tage zu drei Minenunglücken:
- Das Erste war das Kiange Mining Desaster. Am 20. September 1975 erschütterte einen Explosion die Stollen von Kianga Nummer 1 und 13 Minenarbeiter kamen ums Leben.[2]
- Das Zweite, am 16. Juli 1986, ebenfalls eine Explosion, ereignete sich in Moura Nummer 4 und forderte 12 Menschenleben.[2]
- Beim dritten Unglück explodierte am 7. August 1994 die Mine Moura Nummer 2. Alle Rettungsversuche wurden eingestellt, nachdem sich eine zweite, noch heftigere Explosion 18 Stunden später ereignete. Elf Mitarbeiter verloren ihr Leben. Die Mine wurde nach dem Vorfall an der Oberfläche verschlossen.[2]

Seit 1994 arbeitet man hier nur noch im Tagebau.